# The Evil In You
A The Evil In You a hatodik, és egyben legsikeresebb stúdióalbuma az At Vance-nek. Miután Oliver Hartmann távozott, nem volt állandó énekese az együttesnek. Lenk-en már így is nagy volt a teher, hisz három hangszeren játszott egyszerre, ráadásul felügyelte a produceri munkákat, és mindezek mellett még a saját szerzeményeket is ő írta. Ezért döntött Lenk úgy, hogy meghívja a csapatába Mats Levén-t, az egykori Yngwie Malmsteen-tagot, aki el is fogadta a felkérést. A The Evil In You sikere alátámasztotta Lenk választását. Miután a Kamelot turnéra hívta az együttest, Lenk kénytelen volt belátni, hogy kevesen vannak, ezért felvette a csapatba Sascha Feldmann basszusgitárost.
A lemezen lévő számok a már megszokott kategóriáktól eltérnek, nincs ugyanis könnyűzenei feldolgozás. Viszont a lista kiegészül négy bónusz számmal, ebből hármat még Hartmann-nal vettek fel, míg a Highway Star-t Levénnel közösen (utóbbi csak a Japánban kiadott lemezeken jelent meg).

## Dalok
1. Fallen Angel 4:53
2. Broken Vow 4:06
3. The Evil In You 5:12
4. Stronger Than You Think 4:36
5. The Curtain Will Fall 5:20
6. One Million Miles Away 6:31
7. Right Or Wrong 3:59
8. Shinning Star 4:52
9. Street Of My Dreams 4:09
10. Caprice no. 16 (Paganini feldolgozás) 1:33
11. Princess Of Ice 4:20

Bónusz számok:
1. Highway Star (Deep Purple feldolgozás) 6:10
2. Angel Of The Dark 4:26
3. You Will Never Take My Soul 4:21
4. N.O.W. 3:53

## Az együttes tagjai
- Mats Levén - ének
- Olaf Lenk - szólógitár, billentyűs hangszerek
- Rainald König - ritmusgitár
- Sascha Feldmann - basszusgitár
- Jürgen „Sledgehammer” Lucas - dob